# Laura Nicholls (nadadora)
Laura Nicholls (Kitchener, 25 de septiembre de 1978) es una deportista canadiense que compitió en natación.
Ganó cuatro medallas en el Campeonato Pan-Pacífico de Natación entre los años 1997 y 2002. Participó en dos Juegos Olímpicos de Invierno, en los años 1966 y 2000, ocupando el sexto lugar en Sídney 2000, en la prueba de 4 × 100 m estilos.

## Palmarés internacional
| Campeonato Pan-Pacífico | Campeonato Pan-Pacífico | Campeonato Pan-Pacífico | Campeonato Pan-Pacífico |
| Año                     | Lugar                   | Medalla                 | Prueba                  |
| ----------------------- | ----------------------- | ----------------------- | ----------------------- |
| 1997                    | Fukuoka (Japón)         | Medalla de plata        | 4 × 100 m libre         |
| 1999                    | Sídney (Australia)      | Medalla de bronce       | 4 × 100 m libre         |
| 1999                    | Sídney (Australia)      | Medalla de bronce       | 4 × 200 m libre         |
| 2002                    | Yokohama (Japón)        | Medalla de bronce       | 4 × 100 m estilos       |